# FUSE

Schemat działania FUSE

FUSE (ang. Filesystem in Userspace) – moduł jądra systemu, umożliwiający programowanie logiki systemu plików w przestrzeni użytkownika.
FUSE stanowi bazę popularnego w systemach GNU/Linux sterownika ntfs-3g, który umożliwia dostęp w trybie odczyt/zapis do systemu plików typu NTFS.

## Cechy systemów plików opartych na FUSE
System umożliwia dość łatwe pisanie systemów plików (ze względu na fakt, iż docelowy kod działa w przestrzeni użytkownika) oraz konfigurację systemu plików przez oddzielne pliki konfiguracyjne.
Wersja sterownika systemu plików może się zmienić bez restartu - korzystne, gdy potrzeba funkcjonalności nowszej wersji, niekorzystne, gdy użytkownik polega na założeniu, iż wersja nie zostanie zmieniona bez ostrzeżenia, a sprawdzać kompatybilność musi tylko po restarcie serwera.